# Eisregen
«Eisregen» (с нем. — «Ледяной дождь») — немецкая метал-группа, образованная в 1995 году. О названии группы основатель Михаэль Рот говорит следующее:

«В названии выражен холод, который я передаю своими текстами и их переложением на музыку. Кроме того, оно ассоциируется с опасностью, когда в холодные зимние дни из-за ледяной дрожи знакомый тебе ландшафт становится совершенно чужим и принимает иррациональные измерения.»

## История

### Основание группы, первые записи
Музыкальный коллектив Eisregen был образован в 1995 году Михаэлем Ротом из его давнишнего увлечения литературным творчеством и множества собственных работ хоррор-тематики. Именно желание сделать для текстов песен музыкальное сопровождение явилось основанием создания проекта Eisregen. До основания группы в 1989-90-х годах Михаэль участвовал в нескольких грайндовых и нойзовых коллективах. В конце 1995 года Михаэль в собственном музыкальном метал-магазине познакомился с клавишником Даниэлем Фрёбингом, что послужило началом для собственно сочинения музыки. Немногим позже Михаэль и Даниэль познакомились с участниками группы Nekrotikissme, которые согласились играть в новом проекте в большей степени из-за текстов Михаэля.
В 1996 году был записан дебютный музыкальный материал в формате репетиционной демоленты под названием Promo 96. В тогдашний состав входили вокалист Михаэль Рот, клавишник Даниэль Фрёбинг, гитарист M.Lenz (ранее играл в Amenthes), ударник Yantit M и басист Berg Morbach (оба пришли из Nekrotikissme). Запись в основном разошлась среди друзей участников группы. В этом же году летом записывается вторая демолента и получает название Das Ende des Weges. Демо содержало 10 композиций, две из которых представляли собой Intro и Outro, и было записано за один день с помощью техники, взятой напрокат. Демо достаточно быстро разошлось полным тиражом (333 экземпляра). Следующим музыкальным шагом группы стал EP Fleischhaus (лимитирован в 1000 экземпляров), записанный в июне 1997 года в студии Frost Studios. Релиз содержал в себе всего лишь две композиции: заглавную Fleischhaus и новую версию старой демопесни Nichts waret ewiglich. Благодаря данному релизу участникам группы поступило предложение от лейбла Last Episode Records на издание их будущей работы:

Я послал ему (владельцу лейбла Карстену Якобу) тогда копию демо, которая ему очень понравилась, и он записал её в своем Mailorder. Когда он услышал ЕР, он прислал нам предложение на запись пластинки. Пластинка вышла на виниле ещё в октябре того же года и имела положительный резонанс. Поскольку титульную песню можно услышать только на этом ЕР и она не распространялась дальше, то она представляет собой ценность для коллекционеров.

### Первые три альбома
После выхода этого EP в составе группы произошли изменения: место басиста взамен ушедшего Berg Morbach занял К. Mattes. В 1998 году на лейбле Last Episode Records выходит дебютный полноформатный альбом Zerfall, запись которого была произведена в октябре 1997 года в студии Frost Studios при поддержке продюсера M. Raithel. Стилистически альбом находился в рамках сочетания дэт- и блэк-метала с мрачными и кровавыми текстами на патологические темы. Так, первые четыре композиции связывались в единую историю и были посвящены средневековой чуме и безнадёжности положения многих людей в это время. Остальные композиции не представляли собой концептуальных связок и рассказывали каждая свою историю. В ноябре этого же года следует ещё одна работа — Krebskolonie. Запись альбома производилась в августе в Stage One Studio при поддержке продюсера Энди Классена. Кроме того в записи альбома приняла участие скрипачка Тереза, а басовые партии, ввиду ухода после выпуска Zerfall K. Matthes, исполнял гитарист М.Ленц. Вскоре полноценное место басиста занял Михаэль Брилль из группы Hard Holz. В коммерческом плане альбом имел намного больший успех и на 2000 год разошёлся тиражом приблизительно в 25 тысяч экземпляров (в то время как первый альбом Zerfall на тот же момент разошёлся тиражом в пределах 8 тысяч экземпляров).
Зимой 1999 года на лейбле Last Episode Records выходит EP Fleischfestival. Запись была произведена в сентябре 1999 года в студии Kick Traxx-Studio при поддержке продюсера Уве Хорманна (помимо продюсирования Хорманн сыграл гитарное соло на композиции Herzblut 2000). В январе 2000 года состав покидает клавишник Даниэль Фрёбинг, а под конец января выходит уже третий альбом Leichenlager. Запись была произведена в сентябре 1999 года в студии Kick Traxx-Studio с тем же Уве Хорманном в качестве продюсера. Подобный выпуск релизов «одного за другим» был предложен лейблом звукозаписи Last Episode Records.

### Первое видео

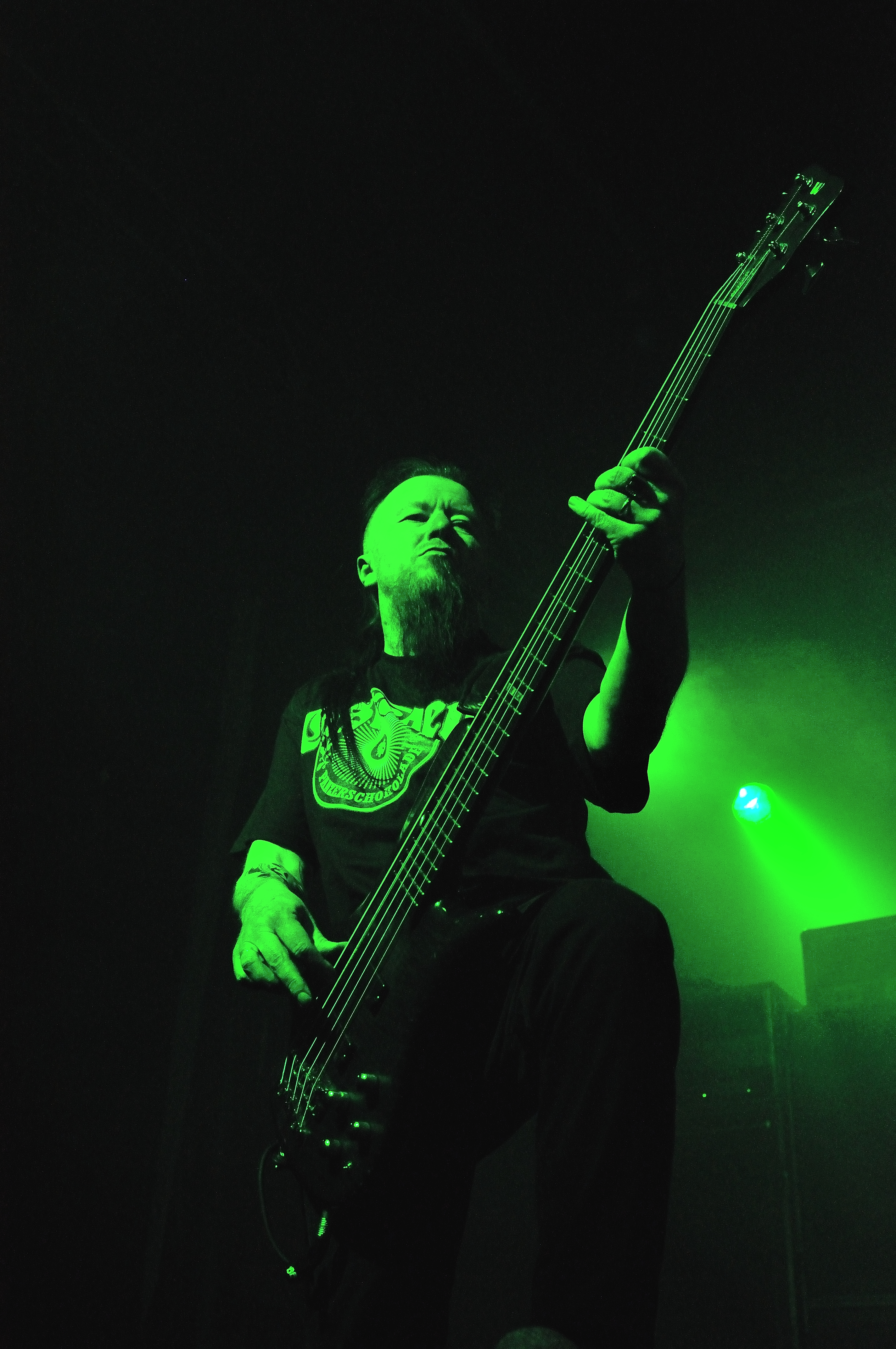
West, 2015

6 января 2000 года Eisregen дают концертное выступление в Лейпциге, которое затем легло в основу первого видеоматериала группы под названием Lager Leipzig. В качестве режиссёра выступил Доминик Эрнст, операторы: Ян Бринкман, Марко Опас, Ларс Фильсаут. В дальнейшем последовали другие концертные и фестивальные выступления, в том числе на Feuertanz-Festival, Headbangers Open Air, Rocktown Open Air, Summerbreeze-Festival и Mind Over Matter-Festival, после чего коллектив начал запись четвёртого своего альбома Farbenfinsternis. На этот раз участники на студийную запись потратили гораздо больше времени, чем раньше, что вылилось в более тяжёлый и качественный звук. Кроме того, стилистически альбом также претерпел серьёзные изменения.

## Лирика
Лирическая составляющая музыкальных композиций группы повествует о различного рода кровавых, извращённых и патологических темах: массовых казнях, разлагающихся трупах, болезнях и т. д. В целом Михаэль Рот отмечает, что основной их темой всегда была смерть и восхищение мраком.
В качестве источника вдохновения для написания лирики Михаэль Рот называет старые итальянские фильмы ужасов 80-х годов, в том числе картины Лучо Фульчи. В отношении своих текстов Михаэль Рот отмечает, что он пишет лишь истории для своего самовыражения, а не для того, чтобы кого-то унизить или шокировать:

Но надо провести где-то разделяющую черту между реальностью и тем, что хотят выразить в искусстве или музыке. Для меня это не особенно трудно — то, что мы делаем с EISREGEN, имеет относительно мало общего с реальностью. Но в этом нет сознательного намерения ранить чьи-либо чувства, это скорее художественный способ самовыражения. Кто этого не видит, тому я могу только рекомендовать слушать другую группу. Если говорить по существу, то все мои тексты — чистая фикция.
 Группа использует исключительно немецкий язык в своих текстах.

## Литературная деятельность вне проекта
Ещё до основания музыкального проекта Eisregen Михаэль Рот в 15-16 летнем возрасте писал «страшные» рассказы, два из которых («Подкрадывающаяся смерть» и «На городской окраине») были проданы издательству. Впоследствии Михаэль также писал в объёме повести, среди которых его «Kонец радуги», «Под покровом тьмы» и некоторые другие были изданы любительскими издательствами. Помимо этого Михаэль планировал издать собственную книгу под названием «Лица во тьме», но из-за распада издательства ему этого сделать не удалось.

## Состав
- M. Roth (Михаэль Рот) — вокал, тексты
- Michael «Bursche» Lenz — гитара, бас-гитара
- Franzi «Dr. Franzenstein» — клавишные
- Yantit (Ронни Фиммель) — ударные, электроника

## Дискография
- 1996 — Promo 96 (демо)
- 1996 — Das Ende des Weges (демо, лимитировано в 333 экземпляра)
- 1997 — Fleischhaus (EP, лимитировано в 1000 экземпляров)
- 1998 — Zerfall
- 1998 — Krebskolonie
- 2000 — Leichenlager
- 2000 — Fleischfestiv (EP)
- 2001 — Farbenfinsternis
- 2004 — Wundwasser
- 2005 — Hexenhaus (EP+DVD)
- 2007 — Blutbahnen
- 2007 — Eine Erhalten (EP)
- 2008 — Knochenkult
- 2009 — Bühnenblut (концертный альбом)
- 2010 — Schlangensonne
- 2011 — Madenreich — Ein Stück Rostrot (EP)
- 2011 — Rostrot
- 2012 — Krebskollektion (Compilation)
- 2013 — Todestage
- 2014 — Flötenfreunde (EP)
- 2015 — Brummbär
- 2015 — Marschmusik
- 2017 — Fleischfilm
- 2018 — Satan liebt dich (EP)
- 2018 — Fegefeuer
- 2020 — Leblos
- 2021 — Bitterböse (сплит-альбом с Goatfuneral)
- 2022 — Wiedergänger (сингл)
- 2023 — Grenzgänger